# Teoria strun bozonowych
Teoria strun bozonowych – pierwotna wersja teorii strun, sformułowana pod koniec lat 60. XX wieku.
Mimo nierozwiązanych problemów teoria strun bozonowych pozostała użytecznym modelem do wyjaśniania mechanizmów perturbacyjnej teorii strun, dlatego podręczniki zwykle zaczynają się od opisu tej wersji. Przykładami tego jest pierwsze wydanie „String Theory” Josepha Polchinskiego i „A First Course in String Theory” Zwiebacha.

## Historia
Historia tej teorii zaczęła się w 1968 r., gdy młodzi fizycy z CERN-u w Genewie, Gabriele Veneziano i Mahiko Suzuki, poszukując funkcji matematycznych, które mogłyby opisać zachowanie silnie oddziałujących cząstek, natknęli się niezależnie od siebie na funkcję beta, odkrytą w XVIII wieku przez Leonharda Eulera. Zaskoczyło ich, że funkcja ta ma prawie wszystkie własności niezbędne do opisania oddziaływania silnego cząstek elementarnych. W 1970 r. Yoichiro Nambu z Uniwersytetu w Chicago i Tetsuo Goto z Uniwersytetu w Nihon wykazali, że za niezwykłymi własnościami funkcji beta kryje się drgająca struna.
Po kilku latach intensywnych prac nad modelem Veneziano-Suzukiego, w 1974 r. badania uległy gwałtownemu zahamowaniu. Mimo jego wielu atrakcyjnych cech postulował także istnienie tachionów, cząstek elementarnych o paradoksalnych własnościach, i nie obejmował fermionów. Wszystkie opisywane przezeń cząstki były bozonami (stąd nazwa). Okazało się, że teoria ta jest spójna tylko w dziesięciu oraz w dwudziestu sześciu wymiarach (25 przestrzennych i jeden czasowy), a prawie nikt nie wierzył, by teoria zdefiniowana w takiej hiperprzestrzeni miała coś wspólnego z rzeczywistością.
Na początku lat 70. zaczęto się interesować supersymetrią w kontekście teorii strun, co doprowadziło do powstania w 1984 r. teorii superstrun (supersymetrycznej teorii strun).